# Coly (rzeka)
Coly – rzeka w południowej Francji, w regionie Akwitania, w departamencie Dordogne o długości 10,1 km i dorzeczu 169 km²; lewobrzeżny dopływ Vézère.